# Arthur L. Jones
Arthur L. Jones (* 1945 in Baltimore; † 2. Oktober 2006 in Boston) war ein amerikanischer Journalist und stellvertretender Pressesekretär im Weißen Haus. Er lebte in Newton.
Jones wurde in Baltimore geboren, zog jedoch als Teenager nach Newburyport. Er besuchte die Boston University und die Columbia University.
Jones war als Journalist für die Newburyport Daily News und dann für den Boston Herald Travler tätig. Im Jahre 1970 wurde er vom Boston Globe verpflichtet. Hier war er auf die Berichterstattung über Gerichtsverfahren spezialisiert. Im Jahre 1973 war ein Preisträger des Pulitzer-Preises. Er arbeitete auch für die in Boston ansässige Fernsehstation WBZ-TV. Für eine investigative Reportage über die Bostoner U-Bahn erhielt Jones 1980 den New England Emmy Award.
1981 verließ er die Medien, um Journalismus an der Boston University zu lehren. Später wurde er Pressesprecher von Michael S. Dukakis, dem Bostoner Bürgermeister Raymond L. Flynn und ab 1993 für den US-Präsidenten Bill Clinton.
Gouverneur Dukakis sagte über Jones, „Krisen? (...) Er hatte, was man in dieser Rolle brauchte, weil nichts ihn dazu brachte, in Panik zu geraten.“
Von 2003 an war er Direktor des Pressebüros des Massachusetts Institute of Technology.
Jones hatte drei Geschwister und war seit 1993 mit Karen Anderson verheiratet und hatte zwei Töchter, Kofi und Keely.
Jones starb im Alter von 61 Jahren an Leukämie.
| Personendaten    | Personendaten                |
| ---------------- | ---------------------------- |
| NAME             | Jones, Arthur L.             |
| KURZBESCHREIBUNG | US-amerikanischer Journalist |
| GEBURTSDATUM     | 1945                         |
| GEBURTSORT       | Baltimore                    |
| STERBEDATUM      | 2. Oktober 2006              |
| STERBEORT        | Boston                       |